# Чертков, Фёдор Дмитриевич
Фёдор Дмитриевич Чертков (1845—1899) — земский деятель Воронежской губернии, действительный статский советник (1893).

## Биография
Родился 17 (29) июля 1845 года в Воронеже, где окончил гимназию. В 1869 году окончил юридический факультет Императорского Московского университета и получил должность судебного следователя Землянского уезда, с 1871 года был судебным следователем и участковым мировым судьёй Воронежского уезда (до 1880), а в 1875—1880 годах — председатель съезда мировых судей Воронежской губернии.
С 1886 года до конца своей жизни он был гласным губернского земского собрания от Землянского уезда. Одновременно — непременный член Воронежской губернии по крестьянским делам присутствия (до 1891) и непременный член губернского присутствия (1892—1896).
Кроме того, в 1892—1896 годах Чертков был одним из руководителей Воронежского отделения Московского общества сельского хозяйства, в 1896 — членом совета Крестьянского поземельного банка, в 1889—1899 — членом Воронежского губернского статистического комитета; также, в 1894 году — председатель комиссии по устройству Воронежского губернского музея.
Умер в Санкт-Петербурге 28 ноября (10 декабря) 1899 года.

## Семья
Был женат на дочери князя М. А. Оболенского, Елене Михайловне (1855—10.8.1924. Их дети:
- Михаил (1878—1945)
- Мария (1880—1925), замужем за сыном Воронежского вице-губернатора графа О. Л. Медема, Александром (08.12.1877 — 01.04.1931, Сызрань).

Решением Дворянского депутатского собрания род был внесён (31.12.1855) в родословную книгу Воронежской губернии.